# كلود ليفي ستروس
كلود ليفي ستروس (بالفرنسية: Claude Lévi-Strauss)؛ (28 نوفمبر 1908 - 30 أكتوبر 2009)، عالم اجتماع وأنثروبوبوجي فرنسي
يعد كلود ليفي ستراوس من أهم البنيويين المعاصرين، وأكثرهم شهرة، بل ان البنيوية ترتبط باسمه ارتباطا مباشرا، وهذا ما جعل الباحثين يطلقون عليه عدد من الألقاب التي تشير إلى مدى تأثيره وتأثره بالبنيويين والبنيوية عموما، فلقب بعميد البنائيين، أو شيخ البنيويين، أو البنيوي الأول، أو رائد البنيوية المعاصرة، أو أكبر مهندسي الفكر في العصر الحديث.... الخ. ولعل هذا الاهتمام من قبل الباحثين به يرجع إلى استعماله المنهج البنيوي في كافة المجالات التي تطرق إليها بالبحث وخصوصا في مجال الأنثروبولوجيا. وتمسكه بهذا المنهج، فهو لم يحاول كغيره من البنيويين ان يتجاوز هذا المنهج في دراساته وبحوثه، أو إن يرفض إطلاق صفة البنيوي عليه كما فعل غيره.
ان لنشأة ستراوس وتربيته وإعداده العلمي، اثر كبير في اتساع افقه. وتنوع اهتماماته والمصادر التي استلهم منها منهجه البنيوي، فذكرياته عن الطبيعة جعلته قريبا من علم الجيولوجيا، وعشقه للموسيقى والفن كان تأثيره واضحا في بحوثه ودراساته وخصوصا فيما يتعلق بالأساطير فضلا عن دراسته للفلسفة والقانون، واتجاهه الاجتماعي والأنثروبولوجي، كل ذلك جعل منه يبحث عن منهج جديد في البحث قادرا على معالجة كافة المجالات. وهو المنهج البنيوي، ذلك المنهج الذي يبحث عن الحقيقة التي تكمن وراء الوقائع الملاحظة.
ولد كلود ليفي شتراوس في بلجيكا بمدينة بروكسل في 28 نوفمبر 1908، وتوفي في فرنسا في مدينة باريس في 30 أكتوبر 2009. ونشا في جو مليء بالفنون والثقافة والأدب، فهو ابن فنان وحفيد حاخام.
في عام 1914 وخلال نشوب الحرب العالمية الأولى انتقل مع أبويه إلى الإقامة في فرساي. ويبدو أنه كان طفلا متوحدا، يميل إلى التفكير والتأمل الذاتي والقراءة. حيث اعتاد أن يصرف وقته في السير وحيدا، يتأمل الطبيعة ويلتقط منها أغراضا مختلفة من الأحجار والنباتات التي تفيد في صناعة الفسيفساء، ويرى إن هذه العادات كانت هي الأصل في اهتمامه العميق بالجيولوجيا، مما كان له تأثيره اللاحق في منهجه البنيوي.
في الفترة من 1927 – 1932 كان ستراوس طالبا في جامعة باريس حيث حاز على إجازة في القانون والفلسفة، واشتملت قراءاته في هذه المرحلة على أعلام المدرسة الفرنسية في علم الاجتماع. لكنه لم يدرس العلوم إلا في مرحلة متأخرة. وبعد أن درس القانون لفترة قصيرة في جامعة باريس. ابتدأ العمل مدرسا في الليسيه. لكنه سرعان ما تركه ليرتحل إلى البرازيل عام 1934، بعد أن عرض عليه منصب أستاذ لعلم الاجتماع في جامعة ساوباولو، إذ رأى في هذا المنصب فرصة للقيام برحلات للدرس الميداني في أدغال البرازيل. وفي عام 1939 استقال من جامعة ساوباولو وحصل على منحة من الحكومة الفرنسية للقيام ببعثة دراسية أوسع نطاقا إلى وسط البرازيل، حيث قام بدراسة عدد من القبائل البدائية، فكانت هذه الدراسة مهادا لأفكاره التي تطورت فيما بعد. وفي عام 1940 عاد إلى فرنسا للخدمة العسكرية، ولكنه تركها ورحل إلى الولايات المتحدة بعد سقوط باريس عام 1941، حيث تولى في نيويورك منصبا في الكلية الجديدة للبحث الاجتماعي عام 1943، وقد أتاحت له فترة الإقامة هناك الفرصة لكتابة أطروحته في الدكتوراه (البنى الأولية للقرابة). وإقامة علاقة صداقة مع رومان جاكوبسون الذي قاده إلى الاهتمام بعلم اللغة البنيوي، فأسهم بمقال عن (التحليل البنيوي في علم اللغة والأنثروبولوجيا) نشره عام 1945 في مجلة حلقة نيويورك. وفي المدة من 1946 – 1947 عمل في الملحق الثقافي في الولايات المتحدة. إلا أنه عاد إلى فرنسا بعد انتهاء الحرب العالمية الثانية، إذ لم تعرض عليه المدرسة الجديدة وظيفة ثابتة.
في عام 1950 أصبح مدير الدراسات في المعهد التطبيقي للدراسات العليا في جامعة باريس (مختبر الأنثروبولوجيا الاجتماعية). وفي هذا العام أيضا سافر إلى باكستان الشرقية للقيام برحلة بحث ميداني. وقد تم اختياره لكرسي الأنثروبولوجيا الاجتماعية في الكوليج دي فرانس 1959، وفي 1964 نال وسام جوقة الشرف .
في هذه المدة من حياته وما بعدها ألف شتراوس مجموعة من المؤلفات، وكتب العديد من المقالات التي نشرها في المجلات العالمية، والتي ضمها فيما بعد إلى مؤلفاته، حيث تناول فيها دراسة الكثير من الظواهر على وفق المنهج البنيوي.
راهن ليفي ستروس على تجاوز الوعي العنصري القائم على عقل ثبوتي و هووي يشرع للتمركز الثقافي .

## سيرة حياته

### حياته اللاحقة ووفاته
أصبح ستروس في عام 2008 أول عضو في أكاديمية اللغة الفرنسية يبلغ من العمر 100 عام، وأحد المؤلفين الأحياء القلائل الذين نُشرت أعمالهم في مكتبة الثريا (بالفرنسية: بيبليوتيك دو لا بلياد). أصبح عميد الأكاديمية بعد وفاة موريس دريون في 14 أبريل عام 2009، وهو صاحب أطول مدة خدمة بين أعضائها.
توفي في 30 أكتوبر عام 2009، قبل أسابيع قليلة من عيد ميلاده الأول بعد المئة. أُعلن عن الوفاة بعد أربعة أيام.
وصفه الرئيس الفرنسي نيكولا ساركوزي بأنه «واحد من أعظم علماء الأعراق على مرّ العصور». قال وزير الخارجية الفرنسي، برنار كوشنار، إن ليفي ستروس «ابتعد عن رؤية التاريخ والإنسانية من وجهة نظر عرقية... في وقت نحاول فيه إعطاء معنى للعولمة، وبناء عالم أكثر عدالة وإنسانية، أودّ أن يتردد صدى كلود ليفي ستروس العالمي على نطاق أوسع». على نفس المنوال، جرى بثّ بيان صادر عن ليفي ستروس في الإذاعة الوطنية العامة أعدّه برنامج أول ثينغس كونسيدرد في 3 نوفمبر عام 2009 تكريمًا لذكراه: «يحصل اليوم اختفاء مروع للأنواع الحية، سواء كانت نباتات أو حيوانات. أصبح من الواضح ازدياد كثافة البشر بصورة هائلة، حتى شرعوا بتسميم أنفسهم، إن صحّ التعبير. لم يعد العالم الذي أُنهي فيه وجودي عالمًا أحبه». قالت صحيفة دايلي تلغراف في نعيها إن ليفي ستروس كان «واحدًا من أبرز المؤثرين في فترة ما بعد الحرب في الحياة الفكرية الفرنسية والداعم الرئيسي لمنهج البنيوية في العلوم الاجتماعية». قالت السكرتيرة الدائمة لأكاديمية اللغة الفرنسية هيلين كارير دانكوس: «كان مفكرًا، وفيلسوفًا ... لن نجد شخصًا آخر مثله». 

## نظرياته

### ملخص
سعى ليفي ستروس إلى تطبيق اللغويات البنيوية لفرديناند دو سوسور على الأنثروبولوجيا. اعتُبرت الأسرة في تلك الفترة موضوع التحليل الأساسي بصورة تقليدية، لكن نُظر إليها في المقام الأول على أنها وحدة قائمة بحد ذاتها تتألف من زوج وزوجة وأطفالهما. جرى التعامل مع أبناء الأخ، وأبناء العم والخال، والأعمام والعمات، والأخوال والخالات، والأجداد جميعهم على أنهم ثانوييون. زعم ليفي ستروس اكتساب الأسر هويات محددة عبر علاقاتها مع بعضها فقط، في محاكاة لمفهوم سوسور عن القيمة اللغوية. وهكذا، قلب النظرة الكلاسيكية للأنثروبولوجيا، ووضع أفراد الأسرة الثانوية أولًا وأصرّ على تحليل العلاقات بين الوحدات بدلاً من تحليل الوحدات نفسها.
في تحليله الخاص حول تكوين الهويات التي تنشأ عن الزيجات بين القبائل، أشار ليفي ستروس إلى اعتبار علاقة العم بابن الأخ نسبةً إلى علاقة الأخ بالأخت مشابهةً لعلاقة الأب بالابن نسبةً إلى علاقة الزوج بالزوجة، وهكذا يكون أ نسبةً إلى ب مشابهًا لـ ج نسبةً إلى د. نتيجةً لهذه المعطيات، إذا علمنا أ وَب وَج، فيمكننا أن نتوقع د، تمامًا كما يمكننا توقع ب وَج في حال معرفة أ وَد. هدفت الأنثروبولوجيا البنيوية التي وضعها ليفي ستروس إلى تبسيط كتل البيانات التجريبية في علاقات معممة ومفهومة بين الوحدات، ما يسمح بتحديد القوانين التنبؤية، مثل أنّ أ نسبةً إلى ب يشبه ج نسبةً إلى د.
وبالمثل، عرّف ليفي ستروس الأساطير بأنها نوع من الخطاب يمكن من خلاله اكتشاف لغة ما. مثّل عمله نظريةً بنيويةً في الميثيولوجيا حاولت شرح أوجه التشابه بين الروايات الخيالية وتلك الاعتباطية عبر الحضارات المختلفة. سعى ستروس إلى إيجاد الوحدات الأساسية للأسطورة، ألا وهي الميثيمات، نتيجة إيمانه بعدم وجود نسخة «أصلية» واحدة من الأسطورة، بل كون جميع نسخها مظاهر لنفس اللغة. قسّم ليفي ستروس كل نسخة من الأسطورة إلى سلسلة من الجمل، تتكون من علاقة بين الوظيفة والموضوع. أُعطيت الجمل التي امتلكت نفس الوظيفة العدد ذاته وجُمّعت معًا، للحصول على الميثيمات.
ظنّ ليفي ستروس عند دراسته العلاقات بين الأساطير أنه اكتشف مكونات الأسطورة، إذ تكونت في رأيه من معارضة ثنائية متداخلة. تتألف أوديب، على سبيل المثال، من المبالغة في تقدير روابط الدم والتقليل منها، ومن منشأ الإنسان الأصلي وإنكار هذا المنشأ. آمن ليفي ستروس، متأثرًا بهيغل، بأن العقل البشري يفكر بصورة أساسية في هذه المعارضات الثنائية وكيفية توحيدها (الأطروحة، ونقيض الأطروحة، والتوليف)، وأن هذه المعارضات هي التي تجعل المعنى ممكنًا. علاوةً على ذلك، اعتبر أن وظيفة الأسطورة لا تتعدى كونها حيلة، وهي ارتباط بين معارضة ثنائية مخالفة وأخرى موافقة، ما يخلق الوهم أو الاعتقاد أن الأولى قد سُوّيت.

## من مؤلفاته
- الحياة العائلية والاجتماعية لهنود النامبيكوارا . (1948)(La vie familiale et sociale des Nambikwara)
- البنى الأولية للقرابة(1949).(Structures élémentaires de la Parenté)
- العرق والتاريخ. (1952) . (Race et Histoire) .
- مداريات حزينة. (1955) . (Tristes trópicos) .
- الانتروبولوجيا البنيوية(ج.1) . (1958) . (Antropologie structural).
- ملحمة اديسواي . (1960) . (La Geste d'Adiswai).
- الطوطمية اليوم . (1962) . (Le Totémisme aujourd'hui).
- الفكر البري . (1962) . (La Pensée Sauvage).
- اسطوريات(مج.1) الني والمطبوخ . (1964) . (Mythologiques: Le Cru Et Le Cuit).
- اسطوريات(مج.2) من العسل إلى الرماد . (1966)أو (1967) . (Du Miel Aux Cendres).
- اسطوريات(مج.3) اصل اداب المائدة . (1968) . (L'origne Des Matiéres de Table).
- اسطوريات(مج.4) الإنسان العاري . (1971) . (L'homme Nu).
- الانتروبولوجيا البنيوية(ج.2) . (1973) . (Antropología estructural).
- الاسطورة والمعنى . (1978) . (Mito e Significado).
- طريق الاقنعة . (1979) . (La Voie Des Masques).
- النظرة من بعيد . (1983) . (La Regard Eloigné).
- الخزافة الغيورة . (1985) . (La Potiere Jalouse).
- من قريب ومن بعيد . (1988) . (De Perto e de Longe).
- تأريخ الوشق . (1991) . (Historia de Lince).
- ينظر يقرأ يسمع . (1993) . (Regarder écouter,Lire).[22]

## أعماله المترجمة للعربية
من بينها:
- الفكر البري، ترجمة: نظير جاهل، المؤسسة الجامعية للدراسات والنشر والتوزيع، الطبعة الثالثة، 2007

## جوائزه
- في عام 1996 حصل على جائزة أبي واربورغ.

## روابط خارجية
- كلود ليفي ستروس على موقع IMDb (الإنجليزية)
- كلود ليفي ستروس على موقع الموسوعة البريطانية (الإنجليزية)
- كلود ليفي ستروس على موقع مونزينجر (الألمانية)
- كلود ليفي ستروس على موقع ميوزك برينز (الإنجليزية)
- كلود ليفي ستروس على موقع إن إن دي بي (الإنجليزية)
- كلود ليفي ستروس على موقع ديسكوغز (الإنجليزية)
- كلود ليفي ستروس على موقع قاعدة بيانات الفيلم (الإنجليزية)